# هلموت هورش
هلموت هورش (انگلیسی: Helmut Horsch؛ زادهٔ ۱۲ اکتبر ۱۹۴۸) بازیکن فوتبال اهل آلمان است.